# 维多利亚·尼古拉耶娃
维多利亚·维克托罗芙娜·尼古拉耶娃（羅馬化：Viktoria Viktorovna Nikolayeva；1962年11月21日—）是俄罗斯政治人物，第七届和第八届国家杜马的代表。
尼古拉耶娃的弟弟弗拉基米尔于2004年至2008年担任符拉迪沃斯托克市市长。他还被指控为俄罗斯黑手党成员。2007年，他因滥用职权被判处4.5年有期徒刑，缓刑执行。
2018年，尼古拉耶娃支持提高退休年龄，2019年，她是批准《主权互联网法案》的人之一。

## 制裁
尼古拉耶娃于2022年因俄乌战争而受到英国政府制裁。